# Hemmeshøj
Hemmeshøj er en lille landsby på Sydvestsjælland ved Korsør. Byen stammer fra omkring år 1000.
Landsbyen huser den tidligere Korsør Kommunes ældste og mindste kirke; Hemmeshøj Kirke. Hemmeshøj ligger i Slagelse Kommune og tilhører Region Sjælland.
|  | Denne artikel om lokaliteten Hemmeshøj kan blive bedre, hvis der indsættes et (bedre) billede. Du kan hjælpe ved at afsøge Wikimedia Commons for et passende billede eller lægge et op på Wikimedia Commons med en af de tilladte licenser og indsætte det i artiklen. |

55°20′44″N 11°17′26″Ø / 55.34556°N 11.29056°Ø